# 1563
1563 је била проста година.

## Догађаји
- Богослужбену књигу "Триод цветни" штампао је "Стефан од Скадра" и Кам. у Скадру, у српској штампарији.

### Март
- 19. март — Потписивањем мира у Амбоазу завршен је први верски рат у Француској након којег су хугеноти добили ограничену слободу вероисповести.

### Мај
- Википедија:Непознат датум — Почетак Северног седмогодишњег рата

## Смрти

### Фебруар
- 24. фебруар — Франсоа од Гиза, француски племић и војсковођа